# Sally Kellerman
Pour les articles homonymes, voir Kellerman.
Sally Kellerman, née le 2 juin 1937 à Long Beach (Californie) et morte le 24 février 2022 à Woodland Hills (Los Angeles, Californie),, est une actrice et productrice américaine.

## Biographie
Elle est surtout connue pour son rôle de « Lèvres en feu » dans M*A*S*H, sorti en 1970.
Elle meurt d'une insuffisance cardiaque à l'âge de 84 ans.

## Filmographie

### Comme actrice

#### Au cinéma
- 1957 : Reform School Girl (en) d'Edward Bernds :  une fille
- 1962 : Hands of a Stranger : Sue
- 1965 : Le Témoin du troisième jour (The Third Day) de Jack Smight : Holly Mitchell
- 1965 : The Lollipop Cover : la chanteuse
- 1968 : L'Étrangleur de Boston (The Boston Strangler) de Richard Fleischer : Dianne Cluny
- 1969 : Folies d'avril (The April Fools) de Stuart Rosenberg : Phyllis Brubaker
- 1970 : M*A*S*H de Robert Altman : la Major Margaret Hot Lips O'Houlihan
- 1970 : Brewster McCloud de Robert Altman : Louise
- 1972 : Last of the Red Hot Lovers (en) de Gene Saks : Elaine
- 1973 : A Reflection of Fear (en) de William A. Fraker : Anne
- 1973 : La Chasse aux dollars (Slither) de Howard Zieff : Kitty Kopetzky
- 1973 : Les Horizons perdus (Lost Horizon) de Charles Jarrott : Sally Hughes
- 1975 : Rafferty et les auto-stoppeuses (Rafferty and the Gold Dust Twins) de Dick Richards : Mackinley Beachwood
- 1976 : Le Bus en folie (The Big Bus) de James Frawley : Sybil Crane
- 1976 : Bienvenue à Los Angeles (Welcome to L.A.) d'Alan Rudolph : Ann Goode
- 1977 : The Mouse and His Child : The Seal (voix)
- 1979 : I love you, je t'aime (A Little Romance) de George Roy Hill : Kay King
- 1980 : Ça plane, les filles ! (Foxes) d'Adrian Lyne : Mary
- 1980 : Serial : Martha
- 1980 : Deux Affreux sur le sable (It Rained All Night the Day I Left) de Nicolas Gessner : la Colonel
- 1980 : L'Amour à quatre mains (Loving Couples) de Jack Smight : Madame Liggett
- 1980 : Fatale Attraction (Head On) de Michael Grant : Michelle Keys
- 1985 : Les Zéros de conduite (Moving Violations) : la juge Nedra Henderson
- 1985 : Suivez cet oiseau (Sesame Street Presents: Follow that Bird) : Miss Finch (voix)
- 1986 : À fond la fac (Back to School) d'Alan Metter : Dr Diane Turner
- 1986 : KGB: The Secret War : Fran Simpson
- 1986 : That's Life de Blake Edwards : Holly Parrish
- 1986 : Meatballs III: Summer Job : Roxy Dujour
- 1987 : Three for the Road (en) de Bill L. Norton : Blanche Kitteridge
- 1987 : Someone to Love : Edith Helm
- 1988 : You Can't Hurry Love de Richard Martini : Kelly Bones
- 1988 : Paramedics (en) : Dispatcher (voix)
- 1989 : All's Fair : Florence
- 1989 : The Secret of the Ice Cave : Dr Valerie Ostrow
- 1989 : Limit Up : Nightclub Singer
- 1992 : Boris and Natasha : Natasha Fatale
- 1993 : The Waiter : l'enseignante
- 1993 : Le Double maléfique (Doppelganger) d'Avi Nesher : Sœur Jan
- 1993 : Happily Ever After : Sunburn (voix)
- 1993 : Younger and Younger de Percy Adlon : ZigZag Lilian
- 1994 : Mirror, Mirror 2: Raven Dance : Roslyn
- 1994 : Prêt-à-porter de Robert Altman : Sissy Wanamaker
- 1995 : Point of Betrayal : Voice on TV (dream House)
- 1996 : Le Dernier Anniversaire (It's My Party) de Randal Kleiser : Sara Hart
- 1997 : The Maze : Vivian
- 1997 : The Lay of the Land : Mary Jane Dankworth
- 1998 : Punch Drunk
- 2000 : American Virgin : Quaint
- 2001 : Women of the Night : Mary
- 2004 : Open House (en) : Marjorie Milford
- 2004 : Ugly : la mère de Gwen
- 2005 : The Boynton Beach Bereavement Club : Sandy

#### À la télévision
- 1964 : The Movie Maker
- 1966 : Star Trek : épisode pilote : Où l'homme dépasse l'homme : Dr Elizabeth Dehner
- 1967 : Tarzan : Mlle ilona
- 1967 : Les Envahisseurs : épisode 29 : Labyrinthe : Laura
- 1969 : Mannix Saison 2-Episode 23 (The Solid Gold Web) : Diane Walker
- 1978 : Verna: USO Girl : Maureen
- 1978 : L'Aventurière (Magee and the Lady) : Veronica Stirling
- 1978 : Colorado (Centennial) (feuilleton) : Lise Bockweiss
- 1980 : Big Blonde : Hazel
- 1982 : For Lovers Only : Emmy Pugh
- 1983 : Dirkham Detective Agency
- 1983 : Dempsey : Maxine Cates
- 1983 : September Gun : Mama Queen
- 1985 : Murder Among Friends
- 1985 : Les Filles du KGB (Secret Weapons) : Vera Malevich
- 1991 : Beauté fatale (Drop Dead Gorgeous) : Evelyn Ash
- 1998 : Ancient Graves: Voices of the Dead : la narratrice
- 1998 : Columbo : En grandes pompes - Tu retourneras poussière (Ashes to Ashes) (série) : Liz Houston
- 2000 : Bar Hopping (en) : Cassandra
- 1995 : P.C.H. : Conseillère
- 2002 : Les Mystères de Joanne Kilbourn  (Verdict in Blood) : Marcia Blackwell
- 2007 : Le Prince et le Pauvre (A Modern Twain Story : The Prince and the Pauper) : Jerry
- 2009 : Un vœu pour être heureux (The Wishing Well) : Donette
- 2011 : 90210 Beverly Hills : Nouvelle Génération : Marla Templeton

### Comme productrice
- 1992 : Boris and Natasha